# Sofina
Sofina (ursprünglich Société Financière de Transports et d'Entreprises Industrielles) mit Sitz in Brüssel ist eine börsennotierte belgische Beteiligungsgesellschaft.

## Hintergrund
Sofina wurde 1898 in Brüssel mit deutschem und US-amerikanischem Kapital gegründet und war zunächst mit einer Reihe bedeutender internationaler Beteiligungen und Konzessionen im Energie- und Transportsektor in Europa und Amerika (u. a. Trambahnen, Elektrizitätsübertragung, Rohöl u. a. in Spanien, Portugal, Ungarn, Argentinien, Italien, Frankreich etc.) tätig; seit den 1960er Jahren ist das Unternehmen eine reine Holdinggesellschaft.
Das Unternehmen hält heute langfristige Minderheitsbeteiligungen an einer Reihe bedeutender, etablierter europäischer Unternehmen; des Weiteren investiert es in Private-Equity- und Venture-Capital-Fonds sowie direkt in Start-up-Unternehmen in Europa, Nordamerika und Asien. Minderheitsbeteiligungen bestehen unter anderem an BioMérieux, Colruyt, Danone, Ipsos, Orpea, SES und Vente-privée.
Sofina wird von der belgischen Industriellenfamilie Boël kontrolliert (indirekter Anteil von 54,8 Prozent).